# PrankStars
PrankStars ist eine US-amerikanische Reality Fernsehserie. Die Serie wird von Mitchel Musso moderiert und wurde am 15. Juli 2011 auf dem amerikanischen Disney Channel erstausgestrahlt. In der Serie werden Kinder und deren Familien von bekannten Schauspielern hinters Licht geführt. Disney gab bekannt, dass Selena Gomez (Die Zauberer vom Waverly Place) und Debby Ryan (Jessie) einen Auftritt in der ersten Folge haben werden. Seit Juli 2012 wird in den USA das Nachfolgeformat Code: 9 ausgestrahlt, womit die Serie de facto abgesetzt ist.

## Produktion
Für die erste Staffel bestellte die Walt Disney Company insgesamt zehn Folgen. Da Mitchel Musso im Oktober 2011 wegen Fahren unter Einfluss psychoaktiver Substanzen festgenommen wurde, hat sich der Sender dazu entschieden, bis auf weiteres keine weiteren Folgen der Serie in den Vereinigten Staaten mehr zu zeigen. Im Vereinigten Königreich wurden jedoch zwei weitere Folgen von PrankStars ausgestrahlt.

## Staffeln

### Ausstrahlung
| Staffel   | Episoden | Ausstrahlung (USA) Disney Channel  | Ausstrahlung (UK) Disney Channel      | Ausstrahlung (Deutschland) Disney Channel |
| --------- | -------- | ---------------------------------- | ------------------------------------- | ----------------------------------------- |
| Staffel 1 | 6        | 15. Juli 2011 bis 16. Oktober 2011 | 14. August 2011 bis 16. Dezember 2011 |                                           |

### Episodenliste
| Nummer (gesamt) | Nummer (Staffel) | Originaltitel                | Stars                            | Erstausstrahlung (Disney Channel USA) | Erstausstrahlung (Disney Channel UK) | Erstausstrahlung (Disney Channel Deutschland) |
| 01              | 01               | Something To Chew On (Pilot) | Selena Gomez, Debby Ryan         | 15. Juli 2011                         | 14. August 2011                      |                                               |
| 02              | 02               | GameShowed Up                | China Anne McClain, Adam Hicks   | 12. August 2011                       | 14. August 2011                      |                                               |
| 03              | 03               | Walk The Prank               | Zendaya, Cody Simpson            | 23. September 2011                    | 24. September 2011                   |                                               |
| 04              | 04               | Stick It To Me               | Tiffany Thornton, Leo Howard     | 16. Oktober 2011                      |                                      |                                               |
| 05              | 05               | Adventures in Dogsitting     | Raven-Symoné, Bella Thorne       |                                       | 25. November 2011                    |                                               |
| 06              | 06               | Secret Agent                 | Allstar Weekend, Bridgit Mendler |                                       | 16. Dezember 2011                    |                                               |